# Río Blanco (vattendrag i Chile, Región de Los Lagos, lat -41,14, long -72,08)
Río Blanco är ett  vattendrag  i Chile.   Det ligger i regionen Región de Los Lagos, i den södra delen av landet, 900 km söder om huvudstaden Santiago de Chile.
Området kring Río Blanco är det glesbefolkat, med 12 invånare per kvadratkilometer.